# Albert Lortzing

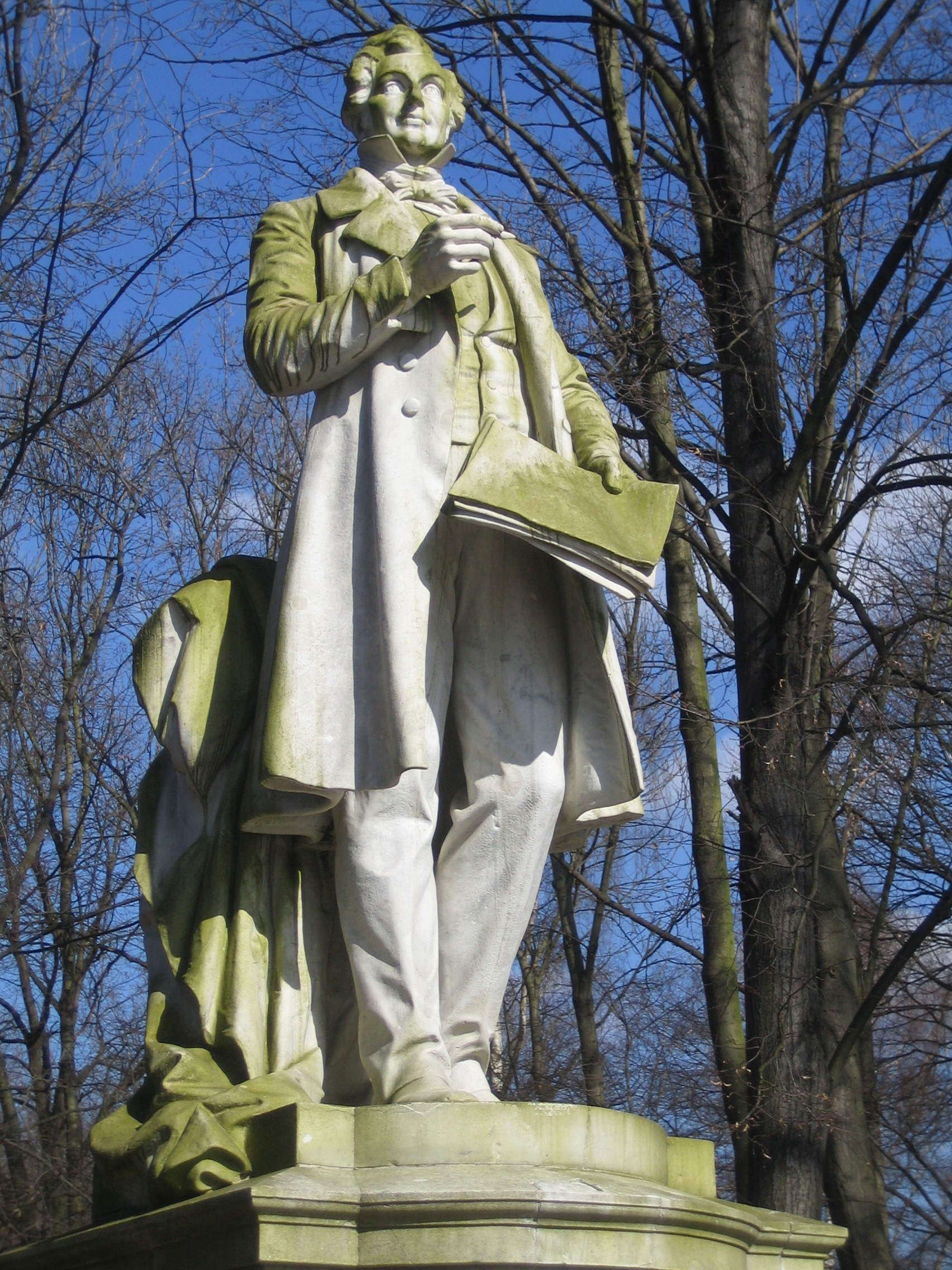
Standbeeld van Albert Lortzing in het park Großer Tiergarten in Berlijn

Gustav Albert Lortzing (Berlijn, 23 oktober 1801 - aldaar, 21 januari 1851) was een Duits componist, toneelspeler en zanger (tenor). Hij was de belangrijkste vertegenwoordiger van de Duitse speelopera.
Hij schreef muziek voor orkest, toneel en liederen. Zijn stijl is vrolijk en kleurrijk. Verder schreef hij kerkmuziek.
In 1824 componeerde hij zijn eerste opera, Ali Pascha von Janina.

## Composities

### Werken voor harmonieorkest
- Festouverture - bewerkt door Piet Stalmeier
- Klompendans uit de opera "Zar und Zimmermann" - bewerkt door Alphons Dreissen
- Ouverture uit de opera "Der Waffenschmied" - bewerkt door Piet Stalmeier
- Ouverture uit de opera "Der Wildschütz" - bewerkt door Otto Zurmühle
- Ouverture uit de opera "Undine" - bewerkt door Piet Stalmeier
- Selectie uit de opera "Zar und Zimmermann" - bewerkt door Leeuwen

### Muziektheater

#### Opera's
| Voltooid in | titel                                                                               | aktes       | première                                                                                           | libretto |
| ----------- | ----------------------------------------------------------------------------------- | ----------- | -------------------------------------------------------------------------------------------------- | --- |
| 1823        | Ali, Pascha von Janina, LoWV 9                                                      | 1 akte      | 1 februari 1828, Münster, Stedelijk theater                                                        | naar een waarachtige anekdote bewerkt door de componist                                                         |
| 1836        | Die Schatzkammer des Ynka, (LoWV 36) (verloren gegaan)                              | 5 bedrijven | niet volledig uitgevoerd 3 augustus 1837 werd in het Stadttheater Leipzig een feestmars uitgevoerd | Robert Blum (1807-1848)                                                                                         |
| 1835        | Die beiden Schützen, LoWV 35                                                        | 3 bedrijven | 20 februari 1837, Leipzig, Stedelijk theater                                                       | van de componist, naar G. Cords' Duitse vertaling van «Les deux grenadiers ou les quiproquos» van Joseph Patrat |
| 1837        | Zar und Zimmermann oder Die beiden Peter, LoWV 38 (origineel: Czaar und Zimmermann) | 3 bedrijven | 22 december 1837, Leipzig, Stedelijk theater                                                       | van de componist, naar Georg Christian Römer "Der Bürgermeister von Sardam oder Die zwei Peter"                 |
| 1838-1839   | Caramo oder Das Fischerstechen, LoWV 41                                             | 3 bedrijven | 20 september 1839, Leipzig, Stedelijk theater                                                      | van de componist vrij naar Amable Vilain de Saint Hilaire en Paul Duport "Cosimo"                               |
| 1839-1840   | Hans Sachs, LoWV 43                                                                 | 3 bedrijven | 23 juni 1840, Leipzig, Stedelijk theater                                                           | van de componist bewerkt door Philipp Reger naar Johann Ludwig Deinhardstein gelijknamig dramatisch gedicht     |
| 1840-1841   | Casanova, LoWV 50                                                                   | 3 bedrijven | 31 december 1841, Leipzig, Stedelijk theater                                                       | van de componist naar Carl August Lebrun, "Casanova im Fort de St André"                                        |
| 1842        | Der Wildschütz oder Die Stimme der Natur, LoWV 58                                   | 3 bedrijven | 31 december 1842, Leipzig, Stedelijk theater                                                       | van de componist vrij bewerkt naar August von Kotzebue, "Der Rehbock oder Die schuldlosen Schuldbewußten"       |
| 1843-1845   | Undine, LoWV 64                                                                     | 4 bedrijven | 21 april 1845, Maagdenburg, Stedelijk theater                                                      | van de componist vrij bewerkt naar Friedrich Heinrich Karl de la Motte-Fouqué                                   |
| 1845-1846   | Der Waffenschmied (von Worms), LoWV 66                                              | 3 bedrijven | 30 mei 1846, Wenen, Theater an der Wien                                                            | van de componist naar Friedrich Wilhelm Ziegler, "Liebhaber und Nebenbuhler in einer Person"                    |
| 1846-1847   | Zum Großadmiral, LoWV 74                                                            | 3 bedrijven | 13 december 1847, Leipzig, Stedelijk theater                                                       | van de componist naar August Wilhelm Iffland, "Heinrich's des Fünften Jugendjahre"                              |
| 1848        | Regina                                                                              | 3 bedrijven | 13 maart 1998, Gelsenkirchen, Schillertheater NRW                                                  | van de componist                                                                                                |
| 1848-1849   | Rolands Knappen oder Das ersehnte Glück, LoWV 85                                    | 3 bedrijven | 25 mei 1849, Leipzig, Stedelijk theater                                                            | van de componist vrij bewerkt van Georg Meisinger naar Johann Karl August Musäus gelijknamig sprookje           |
| 1850        | Caliostro                                                                           | 3 bedrijven | alleen tekstontwerp                                                                                | van de componist                                                                                                |
| 1851        | Die vornehmen Dilettanten oder Die Opernprobe, LoWV 91                              | 1 akte      | 20 januari 1851, Frankfurt am Main, Stedelijk theater                                              | van de componist vrij bewerkt naar Johann Friedrich Jünger, "Komödie aus dem Stegreif"                          |

#### Toneelmuziek
- 1832 Der Pole und sein Kind oder Der Feldwebel vom IV. Regiment, LoWV 25, Liederenspel in 1 akte op een libretto van de componist - première: 11 oktober 1832, Osnabrück, Stedelijk theater
- 1832 Der Weihnachtsabend - Launigte Szenen aus dem Familienleben, LoWV 26, vaudeville in 1 akte op een libretto van de componist - première: 21 februari 1832, Münster, Stedelijk theater
- 1833 Andreas Hofer, zangspel in 1 akte op een libretto van de componist
- 1833 Szenen aus Mozarts Leben, LoWV 28, zangspel in 1 akte op een libretto van de componist - première: 18 april 1834
- Don Juan und Faust, toneelmuziek voor het drama van Christian Dietrich Grabbe

### Vocale muziek

#### Oratoria
- 1828 Die Himmelfahrt Christi, oratorium - première: 15 november 1828 in Münster (stad)